# Сыкун Ту
Сыкун Ту (кит. трад. 司空圖, упр. 司空图, пиньинь Sīkōng tú, второе имя Бяошэн, 837—908) — китайский поэт времён династии Тан.

## Биография
Родился в 837 году в уезде Юйсян округа Хэдун (территория современного городского уезда Юнцзи в провинции Шаньси). В 869 году сдал государственный экзамен и занял придворную должность. В 878 году отказался от всех должностей и ушёл в даосский монастырь Гуанлу около города Лоян, но спустя три года, после захвата этого региона повстанцами Хуан Чао, был вынужден бежать и перебрался в другой монастырь. Много раз ему предлагали вернуться на службу, но он отказывался. После падения династии Тан и гибели императора Ай-ди, Сыкун Ту покончил с собой, заморив себя голодом.

## Творчество
Оставил более 500 стихотворений и 69 произведений в других жанрах. Большинство произведений посвящены тематике природы, приближения человека к природе и отрешения от мирской суеты. Как теоретик (поэма «Категории стихов» и др.) считал поэзию таинством, наивысшим воплощением абсолюта (дао). Главное для поэта — выход за пределы видимого, к неуловимой внутренней сущности, достижение сверхчувственного наслаждения в единении с дао. Испытывал влияние поэзии Тао Юаньмина, Ван Вэя. Наиболее известные произведения Сыкун Ту — «Поэма о поэте», состоящая из 24 стихотворений, и сборник стихотворений «Крик» (887), в который также вошли произведения его отца. Поэт оказал влияние на дальнейшее развитие литературы и литературной критики в Китае и даже называется родоначальником китайской поэтической эстетики.
На русский язык творчество Сыкун Ту переводил в начале XX века академик В. М. Алексеев. Русский перевод «Поэмы о поэте» оказал влияние на творчество Александра Блока и некоторых других символистов.